# بل کانتو (فیلم)
بل کانتو (به انگلیسی: Bel Canto) یا ترانه زیبا فیلمی محصول سال ۲۰۱۸ و به کارگردانی پال وایتز است. در این فیلم بازیگرانی همچون جولیان مور، کن واتانابه، سباستیان کخ، کریستوفر لمبرت، ریو کاسه، الکساندر کروپا و السا زیلبرشتاین ایفای نقش کرده‌اند.
این فیلم بر اساس رمان ترانه زیبا نوشته آن پچت ساخته شده است و عنوان آن اشاره ای به اصطلاح بل کانتو دارد.